# لاجیک استودیو
لاجیک استودیو (به انگلیسی: Logic Studio) یک نرم‌افزار تهیه‌کننده موسیقی است که توسط شرکت اپل توسعه یافته‌است. اولین نسخه از لاجیک استودیو در ۱۲ سپتامبر ۲۰۰۷ ارائه شد. به گفته اپل، لاجیک استودیو بزرگترین ابزار مدل، ابزار نمونه‌برداری، پلاگین‌های افکت و حلقه‌های صوتی است که در یک مجموعه گرد آمده‌است.

## ابزارها
مجموعه لاجیک استودیو شامل ابزارهای زیر است.
- لاجیک پرو (به انگلیسی: Logic Pro)
- مین‌استیج (به انگلیسی: Mainstage)
- ساندترک پرو (به انگلیسی: Soundtrack Pro)
- ویو برنر (به انگلیسی: WaveBurner)
- استودیو اینسترومنتس (به انگلیسی: Studio Instruments)
- استودیدافکتس (به انگلیسی: Studio Effects)
- اپل لوپس (به انگلیسی: Apple Loops)
- اپل لوپس یوتیلیتی (به انگلیسی: Apple Loops Utility)
- ایمپالس رسپانس یوتیلیتی (به انگلیسی: Impulse Response Utility)
- کمپرسور (به انگلیسی: Compressor)
- کوییک‌تایم پرو (به انگلیسی: QuickTime Pro)